# Sorbus ellipsoidalis
Sorbus ellipsoidalis är en rosväxtart som beskrevs av Mcall.. Sorbus ellipsoidalis ingår i släktet oxlar, och familjen rosväxter. Inga underarter finns listade i Catalogue of Life.